# Light the Torch
Light the Torch ist eine US-amerikanische Metalcore-Band aus Los Angeles. Die Band wurde im Jahre 2012 als Devil You Know gegründet und trägt seit 2017 den heutigen Namen. Sie steht bei Nuclear Blast unter Vertrag und hat bislang vier Studioalben veröffentlicht.

## Geschichte

### Devil You Know
Im Jahre 2012 begannen der australische Schlagzeuger John Sankey (Devolved, Divine Heresy, Fear Factory) und der Gitarrist Francesco Artusato (All Shall Perish) zusammen zu jammen und Musik zu schreiben. Nachdem sie die ersten Lieder geschrieben hatten, wurde ein Sänger gesucht. Über einen gemeinsamen Freund schickten die zwei Musiker einige aufgenommene Demoaufnahmen zum ehemaligen Killswitch-Engage-Sänger Howard Jones. Dieser interessierte sich stark für das Material und stieg Ende 2012 in die Band ein, die sich schließlich Devil You Know nannte. In einem Interview erklärte Jones, dass der Bandname ihn selbst beschreibt:

„Manchmal bin ich die schlimmste Person der Welt. Ich bin einfach eine schreckliche Person. Ich strebe es immer an, eine bessere Person zu werden, aber manchmal bin ich fürchterlich. So kam ich auf den Bandnamen.“

Im Frühjahr 2013 nahm die Band mit dem Produzenten Logan Mader ihr Debütalbum auf, das von Chris „Zeuss“ Harris gemischt wurde. Ende Oktober 2013 wurden Devil You Know von Nuclear Blast Entertainment unter Vertrag genommen. Die Band wurde durch den Gitarristen Roy Lev-Ari und dem Bassisten Ryan Wombacher (Bleeding Through) komplettiert. Am 15. Februar 2014 spielte die Band in Anaheim ihr erstes Konzert, bevor sie an der australischen Soundwave-Festival-Tournee teilnahmen. Das Debütalbum The Beauty of Destruction erschien am 25. April 2014 und erreichte Platz 45 der US-amerikanischen und Platz 92 der britischen Albumcharts. 
Bei den Metal Hammer Golden Gods Awards 2014 wurden Devil You Know als beste neue Band ausgezeichnet. Das zweite Studioalbum der Band They Bleed Red wurde von Josh Wilbur produziert und erschien am 6. November 2015. Als Bonustrack ist eine Coverversion des Survivor-Liedes Eye of the Tiger enthalten. Das Album erreichte Platz 128 in den US-amerikanischen Albumcharts. Ein Jahr später verließen Roy Lev-Ari und John Sankey die Band. Bei den folgenden Konzerten halfen die Schlagzeuger John Boecklin (DevilDriver, später Bad Wolves) bzw. Nick Augusto (Trivium) aus.

### Light the Torch
Im Juli 2017 gab die Band ihre Namensänderung bekannt und kündigte für Ende 2017 ein neues Studioalbum mit dem neuen Schlagzeuger Mike Sciulara an. Am 30. März 2018 erschien das Album Revival, dass bei den Metal Hammer Awards 2018 in der Kategorie Bestes Debütalbum nominiert wurde. Der Preis ging jedoch an die Band Phil Campbell and the Bastard Sons. Revival erreichte Platz 98 der deutschen, Platz 68 der Schweizer und Platz 169 der US-amerikanischen Albumcharts. Mike Sciulara verließ die Band bereits 2019 wieder.
Sein Nachfolger wurde Kyle Baltus, mit dem die Band das vierte Studioalbum You Will Be the Death of Me einspielte. Das Album erschien am 25. Juni 2021 und enthält eine Coverversion des Liedes Sign Your Name von Terence Trent D’Arby.

## Diskografie

### Studioalben
| Jahr                | Titel Musiklabel                          | Höchstplatzierung, Gesamtwochen, AuszeichnungChartplatzierungen (Jahr, Titel, Musiklabel, Platzierungen, Wochen, Auszeichnungen, Anmerkungen) | Höchstplatzierung, Gesamtwochen, AuszeichnungChartplatzierungen (Jahr, Titel, Musiklabel, Platzierungen, Wochen, Auszeichnungen, Anmerkungen) | Höchstplatzierung, Gesamtwochen, AuszeichnungChartplatzierungen (Jahr, Titel, Musiklabel, Platzierungen, Wochen, Auszeichnungen, Anmerkungen) | Höchstplatzierung, Gesamtwochen, AuszeichnungChartplatzierungen (Jahr, Titel, Musiklabel, Platzierungen, Wochen, Auszeichnungen, Anmerkungen) | Anmerkungen                            |
| Jahr                | Titel Musiklabel                          | DE | CH | UK | US | Anmerkungen                            |
| ------------------- | ----------------------------------------- | --- | --- | --- | --- | -------------------------------------- |
| als Devil You Know  |                                           | | | | |                                        |
|                     |                                           | | | | |                                        |
| 2014                | The Beauty of Destruction Nuclear Blast   | — | — | UK92 (1 Wo.)UK | US45 (1 Wo.)US | Erstveröffentlichung: 25. April 2014   |
| 2015                | They Bleed Red Nuclear Blast              | — | — | — | US128 (1 Wo.)US | Erstveröffentlichung: 6. November 2015 |
| als Light the Torch |                                           | | | | |                                        |
|                     |                                           | | | | |                                        |
| 2018                | Revival Nuclear Blast                     | DE98 (1 Wo.)DE | CH68 (1 Wo.)CH | — | US169 (1 Wo.)US | Erstveröffentlichung: 30. März 2018    |
| 2021                | You Will Be the Death of Me Nuclear Blast | DE80 (1 Wo.)DE | CH59 (1 Wo.)CH | — | — | Erstveröffentlichung: 25. Juni 2021    |

### Singles
- 2014: Seven Years Alone
- 2021: Wilting in the Light

### Musikvideos
- 2014: Seven Years Alone
- 2022: Death of Me

## Auszeichnungen
Metal Hammer Awards
| Jahr | Kategorie         | für     | Resultat  |
| ---- | ----------------- | ------- | --------- |
| 2018 | Bestes Debütalbum | Revival | Nominiert |

Metal Hammer Golden Gods Awards
| Jahr | Kategorie       | für            | Resultat |
| ---- | --------------- | -------------- | -------- |
| 2014 | Beste neue Band | Devil You Know | Gewonnen |